# Mai Nakagawa
Mai Nakagawa (en japonés: 中川真依,Nakagawa Mai; Komatsu, 7 de abril de 1987) es una deportista japonesa que compitió en saltos de trampolín y plataforma. En los Juegos Asiáticos consiguió dos medallas, plata en 2006 y bronce en 2010.

## Palmarés internacional
| Juegos Asiáticos | Juegos Asiáticos | Juegos Asiáticos  | Juegos Asiáticos       |
| Año              | Lugar            | Medalla           | Prueba                 |
| ---------------- | ---------------- | ----------------- | ---------------------- |
| 2006             | Doha (Catar)     | Medalla de plata  | Plataforma 10 m sincro |
| 2010             | Cantón (China)   | Medalla de bronce | Trampolín 3 m sincro   |